# Rhanidophora agrippa
Rhanidophora agrippa là một loài bướm đêm trong họ Noctuidae.